# Трио
Трио (на италиански trio - „тройка“) е музикално произведение за три инструментални или вокални партии, също ансамбъл от трима музиканти, които изпълняват тези произведения.

## Видове трио
Триото може да бъде инструментално, вокално (понякога наричано „терцет“ или смесено, вокално-инструментално (например от вокал и два инструмента). Инструменталното трио може да бъде еднородно – например само от струнни лъкови музикални инструменти, или смесено, например пиано и струнни лъкови инструменти. Последното се нарича „клавирно трио“, което е най-разпространеният вид инструментално трио в класическата камерна музика.

## Триото като ансамбъл
За разлика от други от други класически ансамбли, много рядко трима изпълнители образуват дълготрайна група с дълготрайно сътрудничество. Ансамблите се сформират по контретен ангажимент – концертно изпълнение на дадено музикално изпълнение или концертно турне. Във фолклорната, джазовата и попмузиката обаче, триото често се превръща в устойчива музикална формация - например българските „Трио Българка“, „Акустична версия, Трио Бик и песента „Палатка“, множество поп и рок групи.

## Триото в джаза
В джаза триото добива по конкретни очертания. Обикновено под джаз-трио се разбира ансамбъла от пиано (по-рядко китара, контрабас (бас китара) и барабани, които представляват и ритъм-секцията на по-големите джазови ансаммбли. Съществуват и разновидности, например "Оскар Питърсън-трио" (пиано, китара и контрабас).

## Орган
В органовата музика под трио се разбира характерна пиеса, предназначена за изпълнение на два мануала и педалиера, например „Трио-сонатите“ на Йохан Себастиан Бах.